# Fuentes de Ebro
Fuentes de Ebro (aragónul Fuents d'Ebro) település Spanyolországban,  Zaragoza tartományban. Fuentes de Ebro Zaragoza, El Burgo de Ebro, Villafranca de Ebro, Osera de Ebro, Pina de Ebro, Quinto, Belchite és Mediana de Aragón községekkel határos. Lakosainak száma 4631 fő (2024).

## Népesség
A település népessége az utóbbi években az alábbiak szerint változott:
| Lakosok száma | 3934 | 4085 | 4134 | 4596 | 4577 | 4643 | 4554 | 4504 | 4613 | 4631 |
|               | 2001 | 2004 | 2007 | 2009 | 2012 | 2014 | 2017 | 2019 | 2022 | 2024 |